# 더글러스 호프스태터

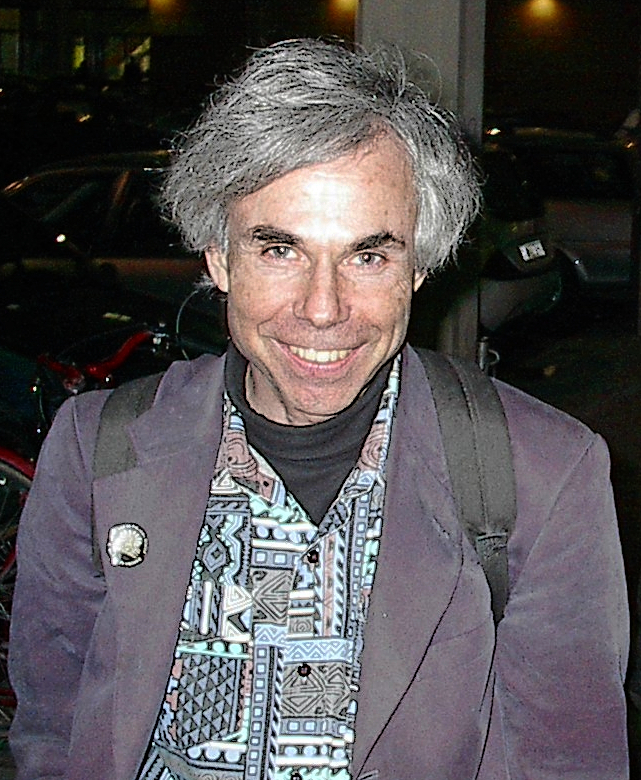

더글러스 리처드 호프스태터(Douglas Richard Hofstadter, 1945년 2월 15일 ~ )는 미국의 인지과학자이다. 퓰리처상 논픽션 부문을 수상한 《괴델, 에셔, 바흐: 영원한 황금 노끈》의 작가로 유명하다.
노벨 물리학상을 수상한 물리학자 로버트 호프스태터의 아들로 1945년 뉴욕 시에서 태어났다. 1965년 스탠퍼드 대학교를 수학 전공으로 졸업하고 1975년 오리건 대학교에서 물리학과에서 박사 학위를 취득했다. 2005년 현재 인디애나 대학교 블루밍턴에서 인지과학 및 전산학과 교수이자 역사학, 과학사, 비교문학, 심리학 과정의 비전임 교수를 맡고 있다.

## 이력
1988년부터 호프스태터는 블룸링턴 인디애나 대학의 인지과학비교문학 교수로 재직하고 있으며, 그곳에서 자신과 대학원생들로 구성된 개념 및 인지연구센터를 지휘하여 "유동적 아날로그 연구그룹"(FARG)을 결성하고 있다. 1977년 인디애나 대학교 컴퓨터 과학부 교수로 임용되었다. 1984년 앤아버의 미시건 대학교로 옮겨 심리학과 교수로 임용되었고, 인간 이해 연구로 월그린 의장에 임명되기도 하였다. 1988년 그는 인지과학과 컴퓨터과학 모두에서 "예술과학 대학 교수"로 블루밍턴으로 돌아왔다.
의식에 관한 호프스태터의 논지는, 《괴델, 에셔, 바흐》에서 표현되었다. 그의 후기 저서들 중 몇 권에도 나타나 있는데, 그것은 뇌의 하급 활동을 들끓게 한 긴급한 결과라는 것이다. GEB에서 그는 개미 군집의 사회 조직과 뉴런의 일관성 있는 "집합"으로 보이는 마음 사이를 유추한다. 특히 "나"를 갖는 것(또는 존재)에 대한 우리의 감각은 그가 "이상한 고리"라고 하는 추상적 패턴에서 비롯된다고 주장한다.
호프스태터의 글은 《괴델, 에셔, 바흐》에서 20개의 대화에서 예시된 바와 같이 형식과 내용 사이의 강렬한 상호작용이 특징인데, 이 중 다수는 카논과 푸가와 같이 바흐가 사용하는 엄격한 음악 형식을 동시에 이야기하고 모방한다.

## 같이 보기
- 미국 철학